# Bellona

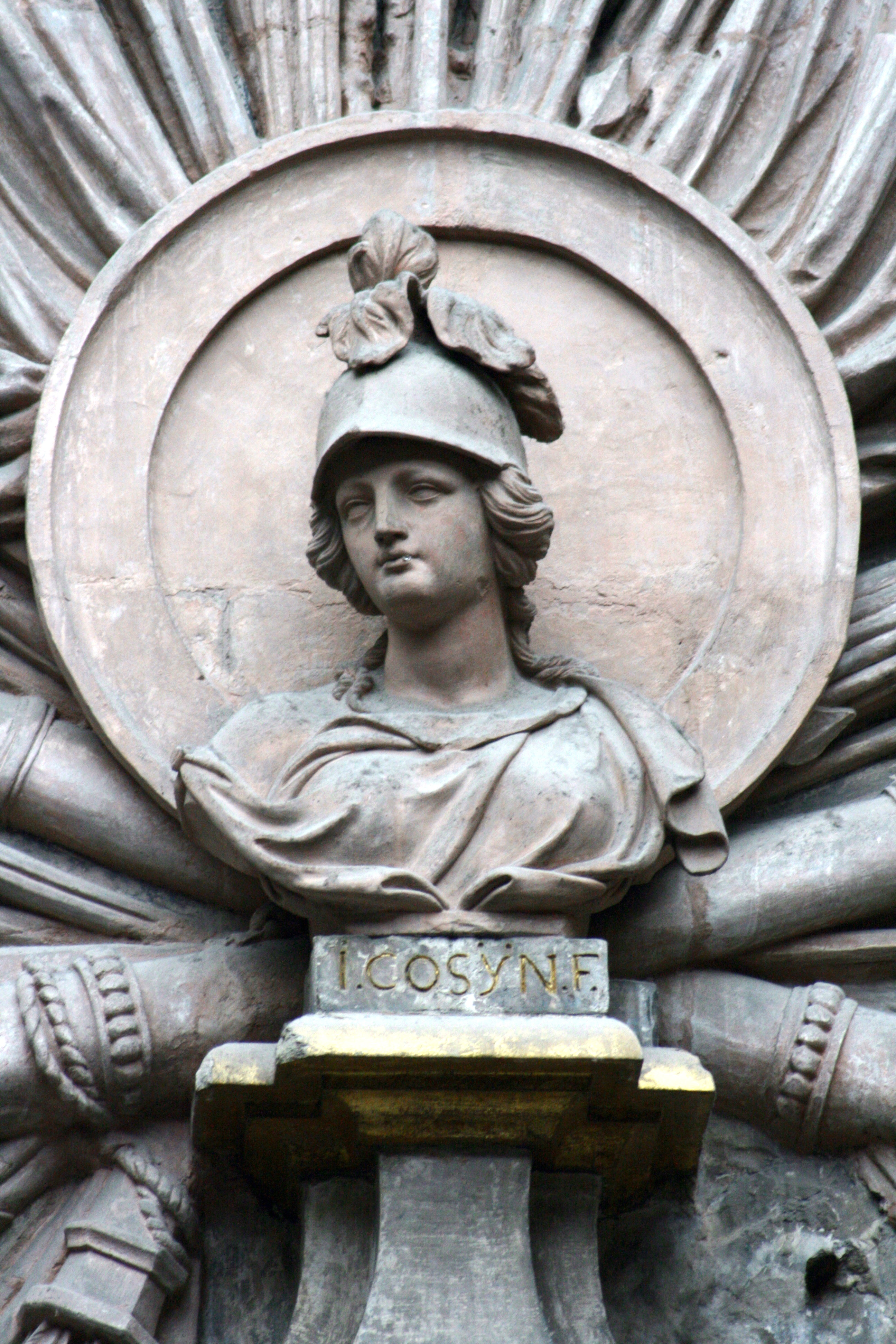
Busta Bellony od Jeana Cosyna, 1697, Brusel

Bellona (latinsky Bellōna, z bellum „válka), původně Duellona, je římská bohyně války, pravděpodobně sabinského původu. Byla považována za sestru či manželku boha Marta, toho doprovázela do bitvy oblečená do pancíře a přilby, s pochodní, kopím či kyjem v ruce, a řídila Martův vůz. Byla ztotožňována s řeckou Enýó a ta zase s taktéž řeckou Eridou, od počátku 1. století byla ztotožňována s kappadockou bohyní Má, jejíž kult do Říma uvedl Lucius Cornelius Sulla a která nejspíše měla chrám na Kapitolu.
Původně neměla většího významu, nebyly jí zasvěceny žádné svátky, neměla svého flamena a ani o ní není znám prakticky žádný mýtus. Chrám jí nechal postavit až v roce 296 př. n. l. Appius Claudius Caecus po vítězství nad Etrusky a byl zasvěcen 2. června o tři roky později. Stál na Martově poli v blízkosti Circu Flaminiu. Protože stál mimo pomerium, posvátnou vnitřní část Říma, byly zde přijímáni cizí vyslanci a vojevůdci vracející se z války. Nacházel se zde také columna bellica, sloup symbolizující nepřátelskou hranici, na který fetiálové vrhali kopí při vyhlášení války.
Její kněží zvaní bellonarii či fanatici při slavnostech na její počest pochodovali městem v tmavém oblečení doprovázeni divokým křikem, trumpetami, cimbálů a bubnů. Poté v chrámu obětovali svou krev a zraňovali se noži na rukou, nohou a ramenou, což nejspíše souviselo s identifikací Bellony s Má.

## Nerio
Nerio, též Neria, Nerienes či Nerina je římská, původně sabinská, bohyně, personifikace Martovy mužné síly či jeho manželka. Někdy byla ztotožňována s Bellonou či Minervou. Její jméno vychází ze sabinského ner „muž“ a to zase z praindoevropského kořene *h2nér „muž, moc, síla“. V latině ze sabinského slova vychází také neriōsus „energický, pevný“ a cognomen Nero užívané v gens Claudia. Martova nerio svým významem odpovídá virites a hores náležející Quirinovi.